# Competenza comunicativa
La competenza comunicativa è un termine linguistico collegato non solo all'abilità di applicare le regole grammaticali di una lingua per formare enunciati corretti, ma anche di sapere quando usare correttamente questi enunciati. Il termine è stato coniato da Dell Hymes nel 1966, in risposta all'inadeguatezza della distinzione di Noam Chomsky tra competenza e prestazione. Hymes dunque affermava che una persona era dotata di competenza comunicativa quando era capace di scegliere “quando parlare, quando tacere, e riguardo a che cosa parlare, a chi, quando, dove, in che modo”. 

## Storia
La competenza appare il livello più alto delle conoscenze: in essa vengono combinate abilità e conoscenze, per eseguire un'attività. Si sviluppa lentamente, ma una volta formata è permanente.
In un altro senso Chomsky ha introdotto negli anni Cinquanta nella sua teoria il contrasto tra competenza ed esecuzione (in inglese performance, che non è la “competenza performativa”): la competenza è il sistema di conoscenze, regole, cioè meccanismi di funzionamento che rende possibile la comprensione o produzione di frasi, anche mai sentite prima, mentre la realizzazione effettiva di tali frasi basate sulla competenza è chiamata esecuzione.
Questi due concetti paiono richiamare la dicotomia saussuriana langue vs. parole, ma si tratta di una somiglianza superficiale: i concetti chomskyiani ad esempio sono concetti della psicolinguistica, si applicano al singolo parlante, all'individuo, mentre quelli saussuriani sono semiotico-linguistici che si riferiscono ad una comunità.
La sociolinguistica degli anni Settanta, specialmente ad opera dell'antropologo Hymes, allargando il concetto di competenza chomskyano ha elaborato il concetto di “competenza comunicativa”, che include la competenza linguistica, quella sociolinguistica e quella pragmatica (cioè referenziale). “La competenza comunicativa è il sistema di conoscenze posseduto da un parlante per l'uso contestualmente appropriato ed efficace di una lingua.”
La competenza comunicativa è in contrasto con la concezione tradizionale della linguistica che ha accentuato lo studio idealizzato e senza contesto della grammatica. Oggi gli studiosi sono d'accordo che la competenza non deve essere limitata alla capacità dell'individuo di decidere se una frase è grammaticale o agrammaticale. Il movimento linguistico che ha sottolineato l'importanza della competenza comunicativa ha avuto un forte impatto anche sulla glottodidattica e ha contribuito in modo notevole alla formazione dell'approccio comunicativo.

## Descrizione
Per competenza comunicativa intendiamo la capacità  di ricavare un numero di informazioni comprendendo alcune parole, interpretando il contesto in cui queste frasi sono emesse e sfruttando la nostra conoscenza generale del mondo. La nostra conoscenza del mondo, la lettura dei contesti dove avviene lo scambio comunicativo, le inferenze permettono ad ognuno di noi di orientarsi, senza ricorrere alla competenza linguistica, la quale si articola in capacità di ”fare lingua”,  “fare con la lingua”, conoscere i linguaggi verbali e non verbali.
Secondo uno scritto del 1980 di Canale e Swain, diventato un classico della linguistica applicata, la competenza comunicativa consta di quattro componenti:
1. competenza grammaticale: parole e regole
2. competenza sociolinguistica: appropriatezza
3. competenza discorsiva: coesione e coerenza
4. competenza strategica: uso appropriato di comunicazioni strategiche

Una ricerca più recente sulla competenza comunicativa eseguita da Bachman (1990) la raggruppa nell'ampia titolatura di "competenza d'organizzazione", che include sia la competenza grammaticale e discorsiva (o testuale), e la "competenza pragmatica", che include sia la sociolinguistica che la competenza di eseguire atti illocutori.
Tramite l'influenza dell'"insegnamento linguistico comunicativo" si è ampiamente convenuto che la competenza comunicativa dovrebbe essere il fine dell'educazione linguistica, in contrasto con le posizioni precedenti che davano priorità alla competenza grammaticale. La comprensione della competenza comunicativa è stata influenzata dal campo della pragmatica e dalla filosofia del linguaggio che riguarda gli atti linguistici come venivano descritti da John Searle e da John Langshaw Austin. Un aspetto comune a queste teorie  è l'aspirazione a far sì che l'apprendente sviluppi la competenza comunicativa. Questa include:
- la conoscenza del sistema linguistico (sapere se o in che misura qualcosa è formalmente possibile all'interno di una data lingua);
- la conoscenza psicolinguistica;
- la conoscenza socioculturale (linguaggio appropriato al contesto);
- la conoscenza de facto, (sapere se e in che misura qualcosa è di fatto realizzato dalla comunità parlante quella lingua, e non soltanto possibile).

La competenza comunicativa non solo richiede che il parlante abbia queste conoscenze, ma anche che sviluppi l'abilità d'usarle  Dell Hymes, 1971

## Eventi
La comunicazione avviene in contesti situazionali attraverso eventi ossia: il luogo, il tempo, l'argomento e il ruolo dei partecipanti.
In ogni evento comunicativo vi sono:
1. un testo linguistico
2. dei messaggi extralinguistici
3. scopi dichiarativi e non
4. atteggiamenti psicologici
5. una grammatica contestuale che prevede non solo gli eventi ma anche una sequenza prevista per un dato evento.

## La competenza comunicativa in ambito linguistico
La competenza comunicativa impone la conoscenza del sistema linguistico (cioè sapere se o in che misura qualcosa è formalmente possibile all'interno di una data lingua), ma non si limita ad essa, in quanto la competenza puramente linguistica circoscrive la descrizione a un parlante-ascoltatore ideale; che conosce perfettamente la propria lingua; che non è sottoposto ai condizionamenti di ordine psicologico e sociologico nell'applicazione delle proprie conoscenze ai fini dell'esecuzione; che appartiene, infine, a una comunità linguistica omogenea. Per formare una competenza comunicativa, concorrono, quindi, altre componenti:
1. la conoscenza psicolinguistica.
2. la conoscenza socioculturale.
3. la conoscenza de facto.

## La competenza comunicativa in psicologia
Un'importante competenza comunicativa consiste nell'assumere posture corporee che mostrino genuino interesse per chi fruisce di una seduta psicologica o psicoterapica. Uno psicologo e uno psicoterapeuta devono essere consapevoli del loro linguaggio corporeo e dei sottili messaggi che invia. Gestire la voce con cura e attenzione per creare sintonia comunicativa rappresenta un'altra cruciale competenza comunicativa per il successo del colloquio psicologico e della psicoterapia. Il professionista modula il proprio tono di voce in modo che venga percepito come utile e incoraggiante. 
Inoltre, domande che prevedono risposte aperte possono risultare efficaci nel favorire un fruitore della psicoterapia o della consulenza psicologica (counseling) ad aprirsi per parlare di sé e dei propri problemi e disagi esistenziali. Psicoterapeuti e psicologi mantengono il contatto visivo con il cliente e non permettono che il telefono o altro fattori simili lo distraggano in modo che lo spazio dello studio dello psicologo o del psicoterapeuta possa esser percepito come un luogo in cui costruire fiducia e un solido rapporto basato su scambi relazionali e comunicativi efficaci e genuini.

## La competenza comunicativa nel marketing
La parola inglese marketing vuol dire fare mercato. Si tratta di un processo includente la pianificazione ed esecuzione di una serie di attività che vanno dall'ideazione, attribuzione di prezzo, promozione e distribuzione di idee, prodotti e servizi. Il suo scopo è quello di sviluppare scambi che soddisfino il bisogno di persone e organizzazioni. La comunicazione è uno strumento basilare del marketing come lo è la produzione e la distribuzione. La comunicazione su internet aumenta il coinvolgimento dei destinatari, grazie all'interattività, reciprocità, significatività, istantaneità, multimedialità del medium. Permette, infatti, una fruizione personalizzata dei contenuti. Il mondo del commercio si avvale sia della comunicazione "persuasiva" che di quella "obiettiva".
La comunicazione del marketing è orientata all'aumento del fatturato, miglioramento delle posizioni di mercato, immagine, valorizzazione della marca. Viene svolta tramite:
a) Il prodotto: qualità, rispondenza ai bisogni del consumatore; ma anche dalla confezione (packaging): un elemento di distinzione tra tanti prodotti uguali che può indurre all'acquisto. Ma è la marca che ricorda soprattutto il prodotto e fedelizza il consumatore. Si tratta di un capitale immateriale la cui costruzione necessita di tempo, costanza ed è di facile dispersione. La comunicazione del marketing si avvale anche di altri strumenti persuasori che sono dei servizi accessori: comodità del luogo, presenza di ampi parcheggi, finanziamenti al consumo.
b) Il posto, cioè il luogo di vendita. Il consumatore  è sempre meno fedele alla marca del prodotto e sempre più al punto di vendita abituale. Anche i fornitori hanno modificato le loro strategie comunicative. Le piccole aziende che non possono progettare ingenti campagne pubblicitarie puntano sul posizionamento del proprio prodotto sullo scaffale (trade marketing).
c) Il prezzo può essere funzionale alla domanda del prodotto oppure tenere conto dei prezzi dei concorrenti, dei prezzi di produzione del prodotto; il prezzo può essere un prezzo di lancio del prodotto, tenuto basso per raggiungere un alto volume di vendite;  possono esserci prezzi diversi a seconda del canale utilizzato: (piccola, grande distribuzione); un prezzo civetta, cioè che attira il consumatore per la sua convenienza vendite sotto costo.
d) La promozione: riguarda la comunicazione aziendale in senso stretto: sales promotion, fiere specializzate, relazioni pubbliche, direct marketing (sviluppa relazioni con i clienti, presenta un nuovo prodotto con azioni personalizzate), pubblicità (si occupa di promuovere un prodotto, informare il consumatore, rafforzare l'immagine e la notorietà di una marca). Il saper essere comunica quanto il saper fare.

## La competenza comunicativa nella pubblicità
Siamo soliti definire la pubblicità una strategia di comunicazione organizzata da un'agenzia pubblicitaria, un'arte di convincere i consumatori della bontà di un prodotto per il suo acquisto. Ricorre all'uso ricorsivo di immagini e di un linguaggio suadente. Siamo in presenza di una comunicazione costruita per convenienza: è previsto un ritorno sull'investimento (ROI, "return on investment").
Il Carosello, nato nel 1957, aveva regole rigide: all'inizio quattro spot di un minuto e 45 secondi, di cui solo 20-30 secondi dedicati al prodotto. Gli anni 80 vedono la nascita delle tivù private che si autofinanziano con la pubblicità, segnano un cambio del linguaggio con l'uso degli spot (in inglese significa “macchia, punto) che parlano del piacere della vita. Sono più brevi, grazie alle aumentate capacità di sintesi delle tecnologie della comunicazione e il contemporaneo incremento della competenza comunicativa del pubblico. Lo spot veicola spesso messaggi stereotipati: italiani dongiovanni, farfalloni, amanti del caffè ecc. Per raggiungere i suoi scopi la pubblicità ricorre a linguaggi diversi: quello verbale, iconico, mimico, gestuale, sonoro, filmico. Utilizza un po' tutti i media a disposizione: stampa quotidiana, periodica, emittenti televisive, radiofoniche, posta, affissioni, internet. I testi pubblicitari devono essere brevi, sintetici. Vengono utilizzate anche le regole della retorica come metafora, sineddoche, iperbole, conosciute fin dall'antichità. Esse sono delle modalità di strutturazione del pensiero. Il testo mediale può, quindi, anche contribuire alla conoscenza della vita di un paese. 
Una protagonista del messaggio pubblicitario è la donna, che l'antropologia (Claude Levì Strauss) ha definito un archetipo della comunicazione, che parla alla nostra memoria ancestrale. La sua rappresentazione  è spesso lontana dalla realtà quotidiana. È una donna determinata, seduttrice, manager, vendicativa, perfetta e realizzata domestica. Il suo ruolo sempre più rilevanza in concomitanza della “femminizzazione” del corpo maschile, il quale nel modo di vestire, camminare, cura di sé,  guardare in camera sempre più ricorda quello della donna. La semiotica ha studiato il testo pubblicitario quale forte veicolo di significati. La campagna pubblicitaria è una strategia di comunicazione organizzata da un'agenzia. È preceduta da un'attività di studio, ricerca, pianificazione dei media e un budget. 
La competenza comunicativa si esplica nelle diverse fasi del lavoro che vede brief (documento che il committente trasmette all'agenzia pubblicitaria contenente le sue richieste) il suo inizio. La ricerca motivazionale ha sottolineato l'importanza dei fattori emotivi nel messaggio pubblicitario. Il bombardamento di messaggi pubblicitari cui l'uomo è esposto fin dall'infanzia richiede al fruitore il possesso di competenze che lo mettano in grado di comprendere la strutturazione dei testi, le implicazioni emotive, sviluppando un'autonomia di giudizio.

## La competenza comunicativa nella sordità
La competenza comunicativa è quella capacità che ci permette di estrarre un certo numero di informazioni dalle frasi grazie alla comprensione di alcune parole, grazie alla capacità di interpretare il contesto in cui queste frasi sono emesse e grazie alla nostra logica e alla nostra conoscenza dei fatti del mondo.
Immaginiamo di dover indovinare il significato di una frase di una lingua che non conosciamo. Se identifichiamo le parole GATTO TOPO MANGIARE possiamo pensare che voglia dire “Il gatto vuole mangiare il topo”, ma se scopriamo che tale frase è scritta in un racconto per bambini, nulla ci impedisce di ipotizzare che possa voler dire “Il topo si è mangiato il gatto”!
La nostra competenza comunicativa, aiutata dalle nostre conoscenze del mondo e dalla nostra capacità di leggere i contesti e fare inferenze, ci permette dunque di orientarci, di capire alcune informazioni importanti anche senza mettere in gioco una Competenza Linguistica, ma ha dei forti limiti.

## La competenza comunicativa in ambito lavorativo
La competenza comunicativa in ambito lavorativo si può identificare come insieme di capacità e conoscenze determinanti in termini di realizzazione di progetto professionale. La competenza comunicativa richiede nella dimensione lavorativa competenze trasversali utili al fine di adattarsi agli stimoli del contesto in cui si svolge la professione come ad esempio la capacità di gestione del tempo o il team building.